# My Father the Hero (película de 1994)
Para la película de 1991, dirígase a Mon père, ce héros.
My Father the Hero (lanzada en español como Mi padre, ¡qué ligue!) es una película franco-estadounidense de comedia de 1994 dirigida por Steve Miner y protagonizada por Gérard Depardieu y Katherine Heigl. Es un remake de la cinta francesa Mon père, ce héros.

## Sinopsis
André Arnel, un francés divorciado de su esposa, se lleva de vacaciones a su hija Nicole a las Bahamas. Esta desesperada por impresionar a un chico local, Ben. Inventa historias cada vez más ridículas, comenzando por André siendo su amante y llevando a algunas suposiciones extrañas por parte del resto de la comunidad. André está desesperado por hacer feliz a Nicole (especialmente porque ella esta cada vez más molesta por su relación con su novia Isobel) y así juega con sus juegos locos, y las historias que inventan se vuelven cada vez más extrañas.

## Elenco
- Gérard Depardieu como André.
- Katherine Heigl como Nicole.
- Dalton James como Ben.
- Lauren Hutton como Megan.
- Faith Prince como Diana.
- Stephen Tobolowsky como Mike.
- Ann Hearn como Stella.
- Robyn Peterson como Doris.
- Frank Renzulli como Fred.
- Manny Jacobs como Raymond.
- Jeffrey Chea como Pablo.
- Stephen Burrows como Hakim.
- Michael Robinson como Tom.
- Robert Miner como Mr. Porter
- Betty Miner como Mrs. Porter
- Emma Thompson como Isobel.
- Roberto Escobar como Alberto.